# Pterolophia idioneus
Pterolophia idioneus är en skalbaggsart som beskrevs av Fisher 1927. Pterolophia idioneus ingår i släktet Pterolophia och familjen långhorningar. Inga underarter finns listade i Catalogue of Life.